# آدام دریوری (بازیکن فوتبال، زاده ۱۹۷۸)
آدام دریوری (انگلیسی: Adam Drury؛ زادهٔ ۲۹ اوت ۱۹۷۸) یک بازیکن فوتبال اهل بریتانیا است. 